# Ali Asllani
Ali Asllani, född den 28 november 1884 i Vlora i Osmanska Albanien, död den 20 december 1966 i Tirana i Albanien, var en albansk poet, politiker och aktivist under det albanska nationella uppvaknandet (se Prizrenligan).
Asllani utbildades vid en skola i Ioannina (i dagens Grekland) och i Istanbul och därefter anställdes han i osmansk statlig tjänst. Han samarbetade med Ismail Qemali i hans provisoriska regering och var därefter, under 1930-talet, albansk konsul i Grekland och i Bulgarien.
Asllani är ännu i dag ihågkommen för sitt litterära verk Hanko Halla (på engelska: Aunt Jane).

### Fotnoter
1. 1 2  opac.vatlib.it, VcBA-ID: 495/111754.[källa från Wikidata]
2. ↑  Elsie, Robert. Albanian literature: a short history. (London, England): Centre for Albanian Studies. sid. 153. https://books.google.com/books?id=ox3Wx1Nl_2MC&pg=PA153&dq=Ali+Asllani&hl=en&ei=pl2jTd-yKNCQswau06yAAg&sa=X&oi=book_result&ct=result&resnum=3&ved=0CDUQ6AEwAg#v=onepage&q=Ali%20Asllani&f=false. Läst 11 april 2011
3. ↑  Joseph Twadell Shipley (1946). Encyclopedia of literature. Philosophical Library. sid. 18. https://books.google.com/books?id=u1IGAQAAIAAJ.  ”Among the younger generation who are largely under the influence of symbolism and the later movements, but who are no less patriotic in their feelings, are Ali Asllani with his Hanko Halla (Aunt Jane), a collection of poems that express”